# 3-Éthyl-2-méthylpentane
Le 3-éthyl-2-méthylpentane est un hydrocarbure saturé de la famille des alcanes de formule C8H18. Il est un des dix-huit isomères de l'octane.